# Бабенберги

Герб Бабенбергів.

Бабенберзький дім (нім. Haus Babenberg) — франкський рід баварського походження IX — XIII ст. Перша князівська династія в Австрії (976—1246). Походили з міста Бамберг в Франконії (північ сучасної Баварії). Від 976 року вони були маркграфами Баварської Східної марки, у 1156-1246 роках австрійськими герцогами, від 1192 року — герцогами Штирії. За Бабенберґів Австрія перетворилася на одне з наймогутніших князівств Священної Римської імперії. Рід вигас по чоловічій лінії 1246 року зі смертю останнього австрійського герцога Фрідріха II. Його смерть спричинила Війну за австрійську спадщину (1246—1278), внаслідок якої володіння Бабенбергів перейшли до Габсбурзького дому. Останньою представницею роду по жіночій лінії була Гертруда, дружина руського князя Романа Даниловича, яка померла 1288 або 1299 року. Також — Бабенберзькі (нім. von Babenberg), Бабенбе́рги (нім. Babenberger), Австрі́йські Бабенбе́рги (на противагу Франкським Бабенбергам).

## Історія
Чоловіча лінія Бабенбергів вимерла 1246 року, коли князь Фрідріх II був убитий у битві з сусідами.
Законною спадкоємицею князя Фрідріха була княжна Гертруда Австрійська, єдина дитина його покійного старшого брата Генріха Австрійського від Агнес Тюрингійської. Однак ні її чоловікам, ні синові не вдалося закріпити спадщину Бабенбергів під своєю владою через напад Угорщини та імператора Священної Римської імперії. Донька Ґертруди та Германа VI, Агнес Баденська намагалася повернути принаймні частину свого спадку через свого третього чоловіка Ульріхома графа Хойнбург, але безуспішно.
Після кількох років протистоянь, відомих як Війна за бабенберзьку спадщину (1246—1278), князівства Австрія та Штирія були додані до володінь короля Отокара II з Богемії, а згодом до земель Рудольфа I Габсбурга, нащадки якого правили Австрією до 1918 року.

## Герб
Герб Бабенберзького дому — австрійська балка.

Старий
Новий
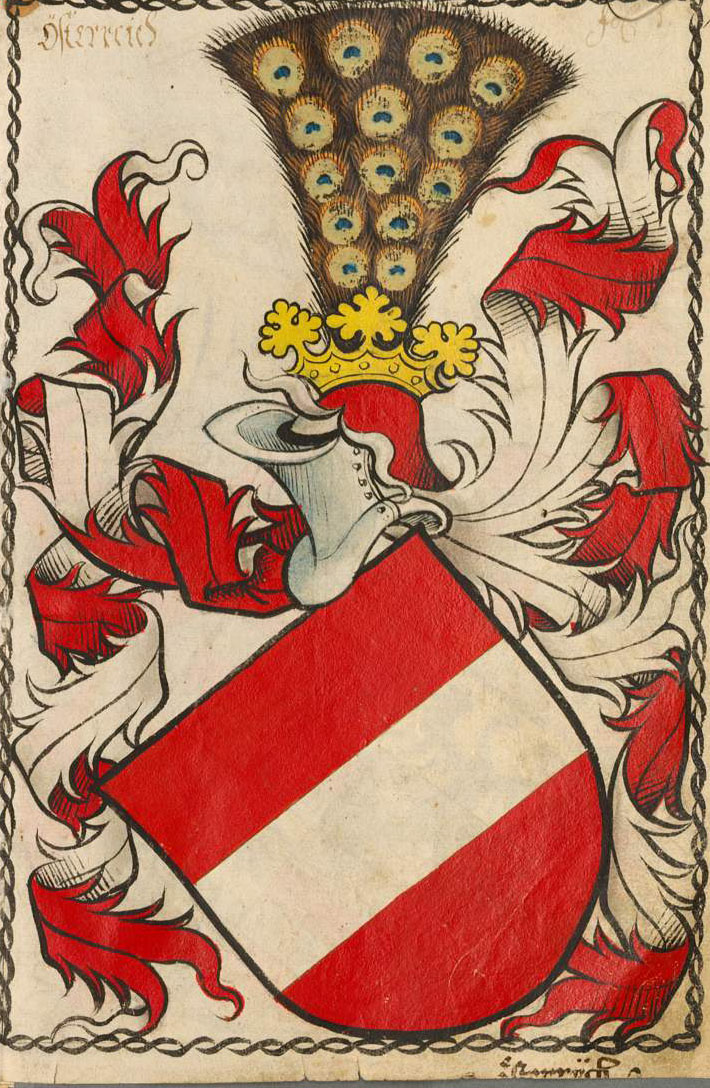
XV ст.
Медлінські Бабенберги

## Представники
- Леопольд VI (1176—1230), герцог штирійський (1194—1230), австрійський (1198—1230)
  - Леопольд (?—1216)
  - Маргарита (1205—1266) ∞ 1) Генріх, король Сицилії; 2) Оттокар II, король Богемії.
  - Агнеса (1206—1226) ∞ Альбрехт I, саксонський герцог.
  - Генріх (1208—1228) ∞ Агнеса, донька тюринзького ландграфа Германа I. 
    -   Гертруда (1226/1228—1288/1299), герцогиня Австрійська, Штирійська (1246—1254), Медлінська (1228—1278) ∞ 1 Володислав, Моравський князь; 2) Герман VI, Баденський маркграф; 3) Роман, Холмський князь.
      -  Марія Романівна, герцогиня Австрійська (1254-1267).

  - Гертруда (1210—1241) ∞ Генріх Распе, король Німеччини.
  - Констанція (1212—1243) ∞ Генріх III, мейсенський маркграф.
  -   Фрідріх II (1211—1246), герцог австрійський і штирійський (1230—1246)

- — герцоги австрійські